# Nahl (Künstlerfamilie)
Die Familie Nahl brachte seit dem 17. Jahrhundert immer wieder bedeutende Künstler in den Bereichen Innenarchitektur, Bildhauerei und bildnerischer Darstellung unterschiedlichster Art hervor:
1. Matthäus Nahl (* 1618 in Finsterloh bei Creglingen/Tauber?; † 1668[1]), Hofschreiner in Ansbach.
  1. Johann Samuel Nahl (* 1664 in Ansbach; † 1727[2] Jena ) war Bildhauer in Straßburg und ab 1704 Hofbildhauer Friedrichs I. von Preußen in Berlin. Mitglied der Akademie der Künste und der Wissenschaften Berlin. Fertigte mehrere Gipsbildwerke für die Schlösser in und um Berlin.[3]
    1. Johann August Nahl der Ältere (* 1710 in Berlin; † 1781 in Kassel), Innenarchitekt, Bildhauer, Stuckateur, Freund Goethes, erhielt seine erste Ausbildung bei seinem Vater Johann Samuel, reiste durch Frankreich und Italien, blieb 1735 in Straßburg, arbeitete ab 1741 in Berlin Statuen, Reliefs u. Verzierungen aller Art für die königlichen Gebäude in Charlottenburg und Potsdam und ging schließlich 1746 für 9 Jahre in die Schweiz, wo er das Hofgut Clanne bei Bern erwarb. 1755 wurde er Professor am Collegium Carolinum zu Kassel[Anm 1] und an der neugegründeten Kunstakademie. Er und schuf u. a. die Statue des Landgrafen Friedrich II. von Hessen-Kassel.[4] Nahls Sohn[Anm 2] war 1801 Preisträger der von Goethe ausgeschriebenen Weimarer Preisaufgaben
      1. Samuel Nahl (* 1748 bei Bern; † 1813 in Kassel), Sohn von Johann August dem Älteren, war Professor und „Rath“ an der Akademie in Kassel.
        1. Johann Wilhelm Nahl, auch Wilhelm Nahl (* 1803; † 1880), Porträt- und Historienmaler, Radierer, Kopist und Kunstsammler in Kassel. Sohn von Samuel Nahl und dritter Lebensgefährte von Henriette Nahl.[5]
          1. Laura Nahl († 1857), jüngste Halbschwester von Charles Christian Nahl, heiratete 1856 dessen künstlerischen Gefährten Frederick August Wenderoth (* 1819 in Kassel; † 1884 in Philadelphia), einen ebenfalls in den USA bekannt gewordenen Fotografen, Maler, Lithografen und Graveur.
          2. Hugo Wilhelm Arthur Nahl (* 1833; † 1889), Maler, Illustrator und Grafiker. Sohn von Johann Wilhelm und Henriette Nahl. Er studierte bei seinem 15 Jahre älteren Halbbruder Charles (damals noch Carl) und an der Kunstakademie Kassel. Er begleitete Charles Christian Nahl auf seinem weiteren Lebens- und Künstlerweg nach Paris und nach Amerika. Beide wurden in Kalifornien als „The Nahl Brothers“ bekannt.
            1. Virgil Theodore Nahl (* 30. August 1876 in Alameda, Kalifornien; † 9. Februar 1930 in San Francisco), studierte Kunst bei seinem Vater Hugo Wilhelm Arthur und an der University of California, malte privat Porträts und Landschaften und war in seinen 32 Jahren als künstlerischer Mitarbeiter beim San Francisco Examiner für seine Illustrationen bekannt. Virgil Theodore war auch im Sport erfolgreich: In seiner Studentenzeit brachte er es zum Quarterback des Footballteams der University of California; später hielt er einige Jahre den Meistertitel im Leichtgewichtboxen für die West Coast[6]
            2. Perham Wilhelm Nahl (* 11. Januar 1869 in San Francisco, Kalifornien, USA; † 1935 in Berkeley, California, USA), Graveur, Maler, Lithograf, Illustrator und für mehrere Dekaden Lehrer an einer Kunsthochschule.
            3. NN. Nahl, jüngster Sohn von Hugo Wilhelm Arthur Nahl, Bergbauingenieur und Architekt.
              1. Margery Nahl (* 1908; † 1997), Tochter von NN. Nahl, begann bereits mit 12 Jahren in Europa in der Schweiz, in Rom und Florenz (Academia von Martori Savini) zu studieren, setzte nach drei Jahren in Kalifornien ihre Ausbildung am „California College of Arts and Crafts“ (CCAC) fort, an der ihr Onkel Perham Wilhelm Nahl unterrichtete. 1925 kam sie in Paris wieder mit ihrer Familie zusammen und setzte ihre Studien unter Roger Bissière an der Académie Ranson fort.

        2. Alexander Theodor Nahl (* 1805; † 1875), Privatgelehrter in Kassel. Sohn von Samuel Nahl und kurzzeitiger zweiter Lebensgefährte von Henriette Nahl.[5]

      2. Johann August Nahl der Jüngere (* 1752 in Clanne bei Bern;[Anm 3] † 1825 in Kassel), Bruder des Samuel, war Bildhauer dann Historien- und Landschaftsmaler, Hofbildhauer und Professor an der Kunstakademie in Kassel (1815 Director der Klasse der Malerei).[3]
        1. Clementine Emilie Wepler geb. Nahl (* 1783; † 1832), Tochter von Johann August Nahl dem Jüngeren, verheiratet mit Georg Heinrich Wepler, Assessor im Landgericht und späteren Landrichter und Direktor des Kasseler Pfandhauses. Sie galt als geistreich und beschäftigte sich mit Kunst und Poesie.[7][8]
          1. Emilie Wepler, (* 8. Februar 1818 in Kassel; † 24. Mai 1893), Enkelin von Johann August Nahl dem Jüngeren über die vorgenannte Mutter, war Schriftstellerin und hessische Patriotin.

        2. Georg Valentin Friedrich Nahl (* 1791; † 1857), Kupferstecher in Kassel. Erster Ehemann von Henriette Nahl, geb. Weikh (* 1796; † 1863); Scheidung 1826.[5]
          1. Charles Christian Nahl (* 1818; † 1878), Maler, Illustrator und Grafiker, studierte an der Akademie in Kassel, wanderte mit seiner Familie und dem befreundeten Maler August Wenderoth 1846 nach Frankreich (Paris) und 1849 dann weiter nach Amerika (New York, Sacramento, San Francisco) aus. Sohn von Georg Valentin Friedrich Nahl.[5]